# Паул Росток
Паул Росток (на немски: Paul Rostock) е германски доктор и член на НСДАП.
Началник на Службата за медицински науки и научни изследвания към комисаря на Третия райх Карл Бранд, професор и медицински директор на Хирургическата клиника на Берлинския университет.

## Биография
Росток е роден в Кранц. Завършва медицина в Грайфсвалд и докторска степен в Йена през 1921 г. Получава медицински лиценз и става стажант в Хирургичната клиника на Университета в Йена. От 1927 до 1933 г. Росток е помощник-медицински директор в болница „Бергманшеил“ в Бохум и работи с Карл Бранд, който по това време е стажант. През 1933 г. Росток поема поста на медицински надзорник в Берлин и през 1941 г. става доцент и директор на Хирургическата клиника на Берлинския университет, където тогава Карл Бранд работи като помощник-медицински директор. Росток става декан на медицинския факултет в университета в Берлин през 1942 г.
Военната медицинска кариера на Росток започва през 1939 г. като съветник по хирургия в армията. През 1943 г. генералният комисар Карл Бранд избира Росток за свой заместник и представител в отдел „Медицински научни изследвания“. Росток се присъединява към Националсоциалистическата германска работническа партия на 1 май 1937 г. (с членски № 5 917 621) и Националсоциалистическия германски докторски съюз на 20 февруари 1940 г. (№ 31 569).
Росток е ответник по делото на лекарите. Поради високата си позиция Росток е обвинен в съучастие в няколко серии от човешки експерименти върху затворниците в концентрационните лагери. Той е намерен за невинен и освободен през август 1947 г.
Той веднага започва да работи по документацията на Докторския процес, с цел да представи съдебния процес на обществеността от друга гледна точка. Росток никога не завършва този проект.
През 1948 г. Росток започва да работи като медицински надзорник на болница Versehrten в Позенхофен. След това работи като медицински надзорник на болница Versorgungs в Байройт, от 1953 г. до смъртта му през 1956 г.